# NGC 2841
NGC 2841 (другие обозначения — UGC 4966, MCG 9-16-5, ZWG 265.6, KARA 324, PGC 26512) — спиральная галактика (Sb) в созвездии Большая Медведица.
Этот объект входит в число перечисленных в оригинальной редакции «Нового общего каталога».
Была классифицирована Хабблом как образец галактики Sb.

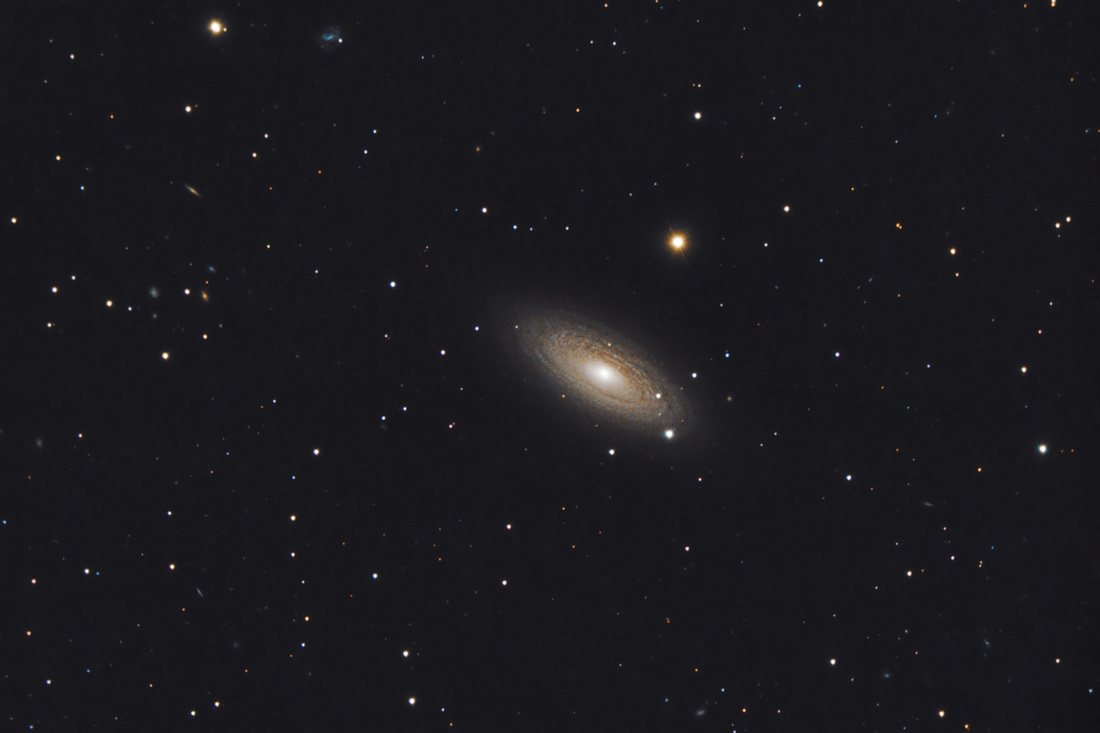
Любительская фотография.
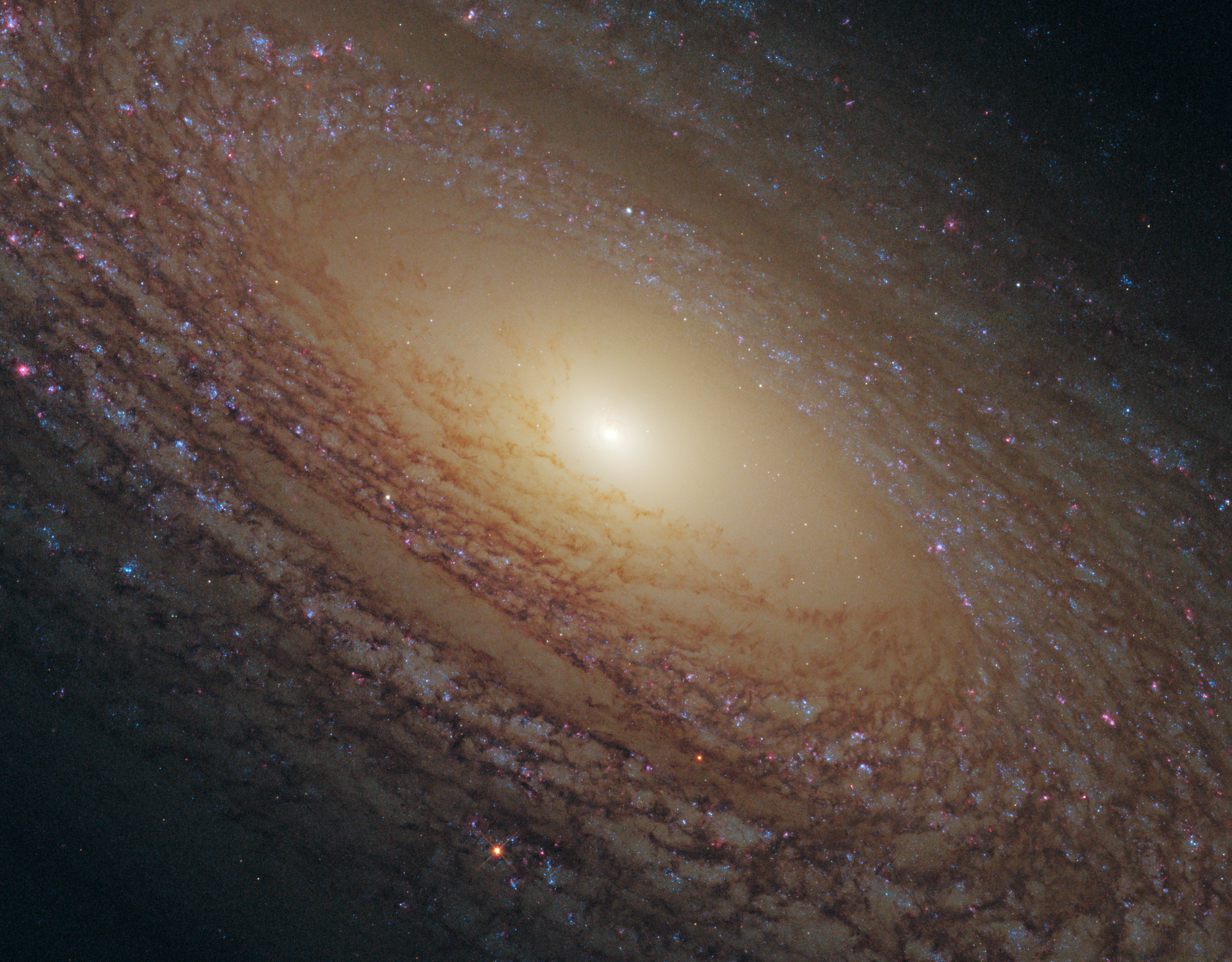
Фотография, сделанная телескопом Хаббл.

В 1912 и 1999 годах в галактике были зарегистрированы сверхновые, получившие обозначения соответственно SN 1912A (тип неизвестен, пиковая видимая звёздная величина составила 13,0m) и SN 1999by (тип Ia-p, пиковая видимая звездная величина 15,0m).
Кривая вращения галактики подробно исследована в докторской диссертации К. Бегемана.